# کانتری مدوز، شهرستان آدامز، ایلینوی
کانتری مدوز (به انگلیسی: Country Meadows) یک منطقهٔ مسکونی در ایالات متحده آمریکا است که در شهرستان آدامز، ایلینوی واقع شده‌است. کانتری مدوز ۲۱۲٫۱۴ متر بالاتر از سطح دریا واقع شده‌است.